# Chiemsee (gemeente)
Chiemsee  is een plaats en gemeente in de Duitse deelstaat Beieren, en maakt deel uit van het Landkreis Rosenheim.
Chiemsee telt 196 inwoners.
De gemeente omvat drie eilanden in het Chiemsee (meer). Het grootste daarvan is Herrenchiemsee, ook wel Herreninsel of Hereneiland genoemd, met een oppervlakte van ongeveer 240 ha. Daarnaast zijn er Frauenchiemsee, ook wel Fraueninsel of Vrouweneiland genoemd en Krautinsel. Het is de kleinste gemeente van Beieren.
Op Herrenchiemsee is er een kasteel, Slot Herrenchiemsee. Op Frauenchiemsee is er een klooster, Kloster Frauenchiemsee.
Albaching ·
Amerang ·
Aschau i.Chiemgau ·
Babensham ·
Bad Aibling ·
Bad Endorf ·
Bad Feilnbach ·
Bernau a.Chiemsee ·
Brannenburg ·
Breitbrunn a.Chiemsee ·
Bruckmühl ·
Chiemsee ·
Edling ·
Eggstätt ·
Eiselfing ·
Feldkirchen-Westerham ·
Flintsbach a.Inn ·
Frasdorf ·
Griesstätt ·
Großkarolinenfeld ·
Gstadt a.Chiemsee ·
Halfing ·
Höslwang ·
Kiefersfelden ·
Kolbermoor ·
Neubeuern ·
Nußdorf a.Inn ·
Oberaudorf ·
Pfaffing ·
Prien a.Chiemsee ·
Prutting ·
Ramerberg ·
Raubling ·
Riedering ·
Rimsting ·
Rohrdorf ·
Rott a.Inn ·
Samerberg ·
Schechen ·
Schonstett ·
Söchtenau ·
Soyen ·
Stephanskirchen ·
Tuntenhausen ·
Vogtareuth ·
Wasserburg a.Inn